# Партизанское движение в Алтайской губернии
Партизанское движение в Алтайской губернии (1918—1919) — действия сочувствующих советской власти партизанских отрядов против антибольшевистских политических режимов в Алтайской губернии во время гражданской войны в России.

## Предпосылки
Сельское население Сибири было расколото на две основные группы: казаков (и крестьян-старожилов) и переселенцев. Казаки являлись потомками тех, кто уже давно переселился в Сибирь, они обычно владели наилучшими землями. Переселенцы прибыли в Сибирь по переселенческим программам начала XX века, подвергались дискриминации со стороны старожильческого населения. Поэтому переселенцы в массе своей сочувствовали Советской власти, рассчитывая на передел земель сибирских казаков. Белые власти в условиях Гражданской войны проводили мероприятия, которые не нравились крестьянам: проводили мобилизацию новобранцев, взыскивали подати и земские сборы, ловили дезертиров, отбирали обмундирование для войск, запрещали рубку казённого леса и т. п. Крестьянство расценивало такого рода действия властей как посягательство на завоёванные революцией права и свободу, и потому поднимали восстания. В свою очередь белогвардейцы в каждом таком случае «неподчинения законным властям» усматривали работу большевиков, и не только пытались вооружённой силой заставить крестьян подчиниться, но и всегда требовали выдачи агитаторов. Всё это создавало благоприятные условия для агитации против белой власти, чем умело пользовались большевики-подпольщики и революционно настроенные крестьяне, особенно из бывших солдат-фронтовиков.

## Ход событий
Поначалу бои с белыми на территории Алтая вели бывшие красногвардейцы. После того, как в июне 1918 года белыми был взят Барнаул, пришедший под Барнаул из Кузбасса отряд под руководством П. Ф. Сухова пытался пробиться сначала к Омску, а получив известие, что Омск находится в руках белых — два месяца пытался пробиться через Алтай в Туркестан, пока 6 августа отряд Сухова не был уничтожен в Горном Алтае в районе села Тюнгур.

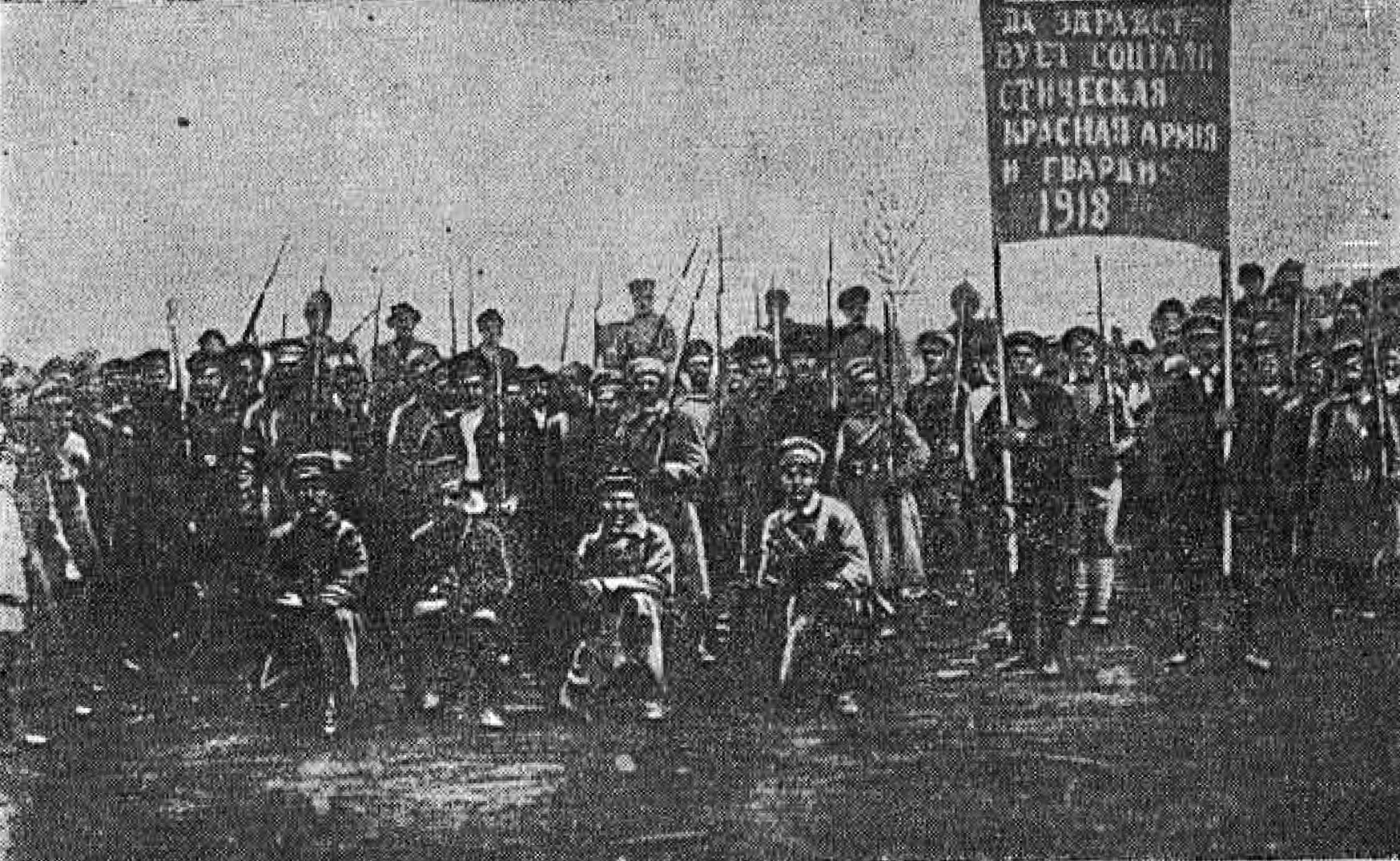
Красногвардейский отряд Петра Сухова

31 августа 1918 года в Змеиногорском и Славгородском уездах Алтайской губернии, где летом отряд Сухова получил значительную поддержку местного населения, началось восстание против власти Временного Сибирского правительства. Крестьяне оказали сопротивление небольшому военному отряду, прибывшему для принудительной отправки новобранцев на сборный пункт. Только подтянув значительные силы (до 1200 бойцов), белые сумели к 20 сентября подавить восстание.
За лето 1919 года в различных районах края сложились очаги партизанского движения. В Славгородском уезде развернул боевые действия Е. М. Мамонтов, в Каменском уезде — Игнат Громов, в предгорьях Алтая — партизаны Ивана Третьяка, в Причумышье — отряд Григория Рогова. Выполняя решения ЦК РКП(б) от 19 июля 1919 года, партизаны от разрозненных отдельных выступлений стали переходить к осуществлению крупных боевых операций. С августа 1919 года небольшие партизанские отряды стали пополняться как добровольцами, так и мобилизованными крестьянами, в результате чего сформировались партизанские армии.
В начале августа начались восстания в сёлах степной части Алтайской губернии. Революционными отрядами был избран Главный военно-революционный штаб Алтайской губернии. В ночь с 14 на 15 августа повстанцами, собравшими около тысячи человек, была взята расположенная на полпути между Новониколаевском и Барнаулом железнодорожная станция Черепаново. Хотя 15 августа белые и отбили Черепаново, это событие оказало сильное влияние на настроения на Алтае. 17 августа повстанцами был ненадолго занят Камень, где белые были оттеснены до самой пристани. Перебросив крупные подкрепления, в том числе расквартированную в Новониколаевске 5-ю польскую дивизию, белые сумели перейти в контрнаступление и даже заняли один из главных центров красного восстания — село Зимино, однако партизаны продолжали сражаться. 24 августа основные повстанческие боевые группы соединились в отряд численностью в 4 тысячи человек под руководством Ф. И. Архипова, который пробился на соединение с отрядом Е. М. Мамонтова. В результате их объединения была создана Алтайская партизанская Красная Армия, к которой впоследствии присоединился отряд И. В. Громова.
В августе 1919 года также начало развёртываться партизанское движение в Горном Алтае, но эти отряды действовали отдельно и независимо.
15 сентября партизаны Мамонтова совершили налёт на Рубцово и, захватив этот важный пункт на железной дороге, вывезли оттуда всю металлообрабатывающую технику из железнодорожного депо, забрав с собой всех рабочих.
Видя серьёзную угрозу, колчаковское правительство издало 22 сентября 1919 года приказ о введении военного положения в 18 уездах Западной Сибири. Против партизан Кулундинской степи было направлено около 9 тысяч солдат. У села Сидорки произошёл крупный бой партизан Мамонтова и Громова с поляками и казаками, в котором белые потеряли сотни людей.
7 октября из разрозненных партизанских отрядов был сформирован отдельный корпус по типу регулярной Красной Армии, в который вошли 8 полков. Главнокомандующим был избран Е. М. Мамонтов, начальником штаба — А. Б. Жигалин. 21 октября партизаны вновь заняли Рубцово и начали наступление в сторону Семипалатинска, но, заняв станцию Аул, остановились из-за растянутости коммуникаций. Тем временем белые, проведя мобилизацию в Семипалатинске, 29 октября отбили Аул и Рубцово.
Ставка Колчака, обеспокоенная быстрым ростом на Алтае партизанского движения, разработало план крупной карательной операции под командованием начальника тыла генерал-лейтенанта Матковского. Общая численность войск, брошенных против партизан, составляла 15 тысяч солдат и офицеров. Наступление началось во второй половине ноября из трех пунктов: Славгорода, Поспелихи и Рубцово. Однако 14-17 ноября 1919 г. белые потерпели поражение в Солоновском бою. 17 ноября, узнав о том, что 14 ноября Красная армия взяла Омск, белые войска вернулись обратно. Под влиянием агитации партизан и успехов приближавшейся Красной Армии, в белой армии началось разложение. 25 ноября казаки ушли из Рубцово, а собранные там новобранцы подняли восстание и перешли на сторону партизан.
6-7 декабря 1919 войска Мамонтова пытались взять Барнаул, но были отбиты артиллерийским огнём белых. Однако почти полностью окружённые красными партизанами в ночь на 10 декабря 1919 белые оставили Барнаул и отошли на восток.

## Итоги и последствия
Партизанское движение, отвлекая воинские ресурсы с фронта в тыл и лишая Белую армию людских пополнений с ряда территорий, значительно ускорило поражение белых. После прихода Красной армии уже в декабре 1919 года председатель Алтайского губернского революционного комитета Всеволод Аристов издал приказ о сдаче партизанами оружия. В конце 1919 — начале 1920 года произошло расформирование партизанских отрядов.